# Mgławica Klepsydra
Mgławica Klepsydra (również MyCn18) – młoda dwubiegunowa mgławica planetarna znajdująca się w konstelacji Muchy. Została odkryta przez Annie Jump Cannon i Margaret Mayall podczas ich pracy nad rozszerzoną wersją Katalogu Henry’ego Drapera. W styczniu 1996 roku Raghvendra Sahai i John Trauger z Jet Propulsion Laboratory odkryli na podstawie zdjęć wykonanych w roku 1995 przez kamerę Wide Field and Planetary Camera 2 Kosmicznego Teleskopu Hubble’a, że obiekt ten ma kształt klepsydry. Mgławica ta jest odległa o około 8000 lat świetlnych od Ziemi.
Kształt Mgławicy Klepsydra wywołał wśród astronomów wiele dyskusji na temat jej powstania. Według jednej z teorii starzejąca się gwiazda o średniej masie zaczęła rozszerzać się do stadium czerwonego olbrzyma. Uciekający gaz i pył początkowo zebrał się w pasie wokół równika gwiazdy. Jednak rosnąca objętość wyrzucanego gazu spowodowała, że pas ścisnął gwiazdę w jej środkowej części, doprowadzając do utworzenia przez coraz szybciej poruszający się gaz kształtu klepsydry. Według innej teorii, gwiazda centralna ma masywne jądro, które zawiera pierwiastki ciężkie oraz wytwarza silne pole magnetyczne. Kształt mgławicy byłby więc wynikiem ograniczenia ruchu przez pole magnetyczne gwiazdy. Według jeszcze innej teorii gwiazda centralna jest układem podwójnym, w którym jeden ze składników jest białym karłem. Wokół środka tego układu powstaje gęsty dysk materii wytworzony przez oddziaływanie elektromagnetyczne obu składników. Dysk ten ściska rozszerzającą się mgławicę, nadając jej obecny kształt.
Mgławica Klepsydra zawiera również jeszcze inne szczegóły, które nie zostały do tej pory wyjaśnione. W jej obrębie znaleziono drugą mgławicę o podobnym kształcie.
W czerwcu 2018 r. w centrum mgławicy odkryto układ podwójny gwiazd odpowiadający za jej kształt.